# Thorleifs
Thorleifs war eine schwedische Dansband, die 1962 gegründet wurde. 2000 veröffentlichte Thorleifs auch ihr erstes Album im deutschsprachigen Raum, auf denen Lieder mit deutschen Texten zu hören sind. Zudem verfassten sie Lieder in dänischer Sprache.

## Bandgeschichte
Thorleifs gaben ihre erste Single, Ra-ta-ta, 1970 heraus. Die darauf folgende Veröffentlichung I Mexicos land 1971 wurde der erste größere Erfolg der Band, mit dem sie in den Svensktoppen Platz neun erreichten. 1974 erreichte ihr zweites Album, En dag i juni, durch die Verkäufe in Schweden Goldstatus. 1981 veröffentlichte Thorleifs Saxgodingar instrumentalt und begannen damit die Reihe Saxgodingar, eine Serie von Instrumentalalben. Für En liten ängel erhielt die Band 1997 die Grammis-Auszeichnung als Dansband des Jahres.
Am 22. Dezember 2011 gab die Band bekannt, dass 2012 das letzte Jahr der Band werden solle. Der letzte Tanz sollte ursprünglich in Växjö am 8. September gespielt werden. Da die Nachfrage nach Eintrittskarten so enorm war, spielten Thorleifs den "Sista dansen" dann am 22. September 2012 im Folkets Park in Växjö.
Der Sänger und Namensgeber der Band, Thorleif Torstensson, starb am 10. Januar 2021 an den Folgen von COVID-19.

## Trivia
Am 2. Oktober 1999 wurden in Schweden Briefmarken ausgegeben, auf denen außer der Band Thorleifs noch drei andere Dansbands abgebildet waren: Lotta Engbergs, Arvingarna und Sten & Stanley.

## Diskografie

### Alben
| Jahr | Titel                           | Höchstplatzierung, Gesamtwochen, AuszeichnungChartplatzierungen (Jahr, Titel, Platzierungen, Wochen, Auszeichnungen, Anmerkungen) | Höchstplatzierung, Gesamtwochen, AuszeichnungChartplatzierungen (Jahr, Titel, Platzierungen, Wochen, Auszeichnungen, Anmerkungen) | Anmerkungen |
| Jahr | Titel                           | SE | DK | Anmerkungen |
| ---- | ------------------------------- | --- | --- | ----------- |
| 1976 | Skänk mig ding tankar           | SE1 (11 Wo.)SE | — |             |
| 1976 | Alltid tillsammans              | SE5 (6 Wo.)SE | — |             |
| 1977 | Thorleifs 72-75                 | SE26 (4 Wo.)SE | — |             |
| 1977 | Du, bara du                     | SE12 (4 Wo.)SE | — |             |
| 1978 | Kurragömma                      | SE19 (5 Wo.)SE | — |             |
| 1979 | Sköt om dig                     | SE25 (2 Wo.)SE | — |             |
| 1980 | När dina ögon ler               | SE49 (2 Wo.)SE | — |             |
| 1981 | Johnny Blue                     | SE50 (1 Wo.)SE | — |             |
| 1987 | Till folkets park               | SE38 (1 Wo.)SE | — |             |
| 1994 | Och du tände stjärnorna         | SE45 (1 Wo.)SE | — |             |
| 1997 | En liten ängel                  | SE11 Platin · (11 Wo.)SE | — |             |
| 1998 | Saxgodingar 4                   | SE37 (3 Wo.)SE | — |             |
| 1998 | Thorleifs jul                   | SE30 (4 Wo.)SE | — |             |
| 2000 | Ingen är som du                 | SE6 Gold · (13 Wo.)SE | — |             |
| 2002 | Hit Collection                  | SE42 (3 Wo.)SE | — |             |
| 2007 | Våra bästa år                   | SE7 Platin · (13 Wo.)SE | DK24 (5 Wo.)DK |             |
| 2008 | Förälskade                      | SE1 Gold · (12 Wo.)SE | DK17 (4 Wo.)DK |             |
| 2009 | Sweet Kissin’ In The Moonlight  | SE2 Gold · (12 Wo.)SE | DK25 (4 Wo.)DK |             |
| 2011 | Goldensax: Love Songs           | SE4 (15 Wo.)SE | — |             |
| 2012 | Tack & farväl                   | SE4 Gold · (18 Wo.)SE | — |             |
| 2014 | Golden Sax Swing – Vi möts igen | SE10 (4 Wo.)SE | — |             |

grau schraffiert: keine Chartdaten aus diesem Jahr verfügbar
Weitere Alben
- Kommer hem till dig (1973)
- En dag i juni (1974)
- Gråt inga tårar (1975)
- 12 Golden Hits (1979)
- Saxgodingar instrumentalt (1981)
- Aurora (1982)
- Saxgodingar 2 (1983)
- Saxgodingar 3 (1987)
- Stadens ende speleman (1988)
- Halva mitt hjärta (1989)
- Tillsammans (1991)
- Med dej vill jag leva (1992)
- Historien Thorleifs (1995)
- På opfordring (1995)
- Historien Thorleifs saxgodingar (1996)
- En lille engel (1997)
- En liten ängel - Live i Lillehammer (1997)
- Thorleifs Karaoke (1998)
- På opfordring 2 (1999)
- Mit dir will ich leben (2002)

### Singles
| Jahr | Titel Album                    | Höchstplatzierung, Gesamtwochen, AuszeichnungChartsChartplatzierungen (Jahr, Titel, Album, Platzierungen, Wochen, Auszeichnungen, Anmerkungen) | Anmerkungen |
| Jahr | Titel Album                    | SE | Anmerkungen |
| ---- | ------------------------------ | --- | ----------- |
| 1996 | Tre gringos –                  | SE3 Gold · (21 Wo.)SE | mit Just D  |
| 2009 | Sweet Kissin’ In The Moonlight | SE55 (1 Wo.)SE |             |

Weitere Singles
- Ra-ta-ta / Vårvinden (1970)
- Varför flyttar alla in till stan / Sommar vill vi ha (1971)
- I Mexicos land / Alla är små i vår värld (1971)
- Tom, Tom käre vän / Vad jag saknar dig (1971)
- Så minns jag / Alla gillar dig (1972)
- Ge mig svar / Nu är det som vanligt igen (1972)
- En dag i juni / En äkta rock’n roll (1973)
- Gråt inga tårar / Jag är så gla (1974)
- Skänk mig dina tankar / Lorna (1975)
- True love / Auld lang syne (1976)
- Gott Nytt År 1977 (1976)
- Steammachine bump / Aquador (1977)
- Om du lämnar mig / Tonio (1977)
- God jul 1977 från Thorleifs / Silent Night / Broken Souvenirs (1977)
- Julsånger / Skateboard (1978)
- Ra ta ta / Vårvinden (1979)
- Julhälsning / Ta' det lungt med min kompis / Blue Christmas (1980)
- 34:an / Ta´det lungt med min kompis (1980)
- Die fogelsong / Torlurfarnas julvisor (1981)
- Älska mig ikväll / Kan jag hjälpa att jag älskar dig ännu (1982)
- Du sköna jord/Swing’n Rock (1983)
- Ett paradis / A Morning at Cornwall (1988)
- Jul / A Morning at Cornwall (1989)
- Spar dina tårar / A morning at Cornwall (1989)
- Halva mitt hjärta (1989)
- Jag tror på dig / Simon & Garfunkel mix (1991)
- Då klappar hjärtan / Lite av din tid, lite av din kärlek / Ingen får mej att längta som du (1992)
- Med dej vill jag leva (1993)
- Ingen får mig att längta som du (1993)
- Jag vill ge dig en sång (1994)
- Och du tände stjärnorna (1994)
- Gråt inga tårar (Jubiläumssingle 1995)
- Med dig vil jeg leve / Fem røde roser till dej / Jag dansar med en ängel (Dänemark 1995)
- Du gav mig kärlek (1995)
- Flyg bort min fågel (1995)
- Græd ingen tårer (Dänische Single)
- En liten ängel (1997)
- Gröna blad (1997)
- Följ mej (1997)
- Älskar du mig än som förr (2000)
- Ingen är som du min kära (2001)
- Att glömma är inte så enkelt (2002)
- Hvem behøver guld og penge (Dänemark)
- Ser du stjärnan i det blå
- Alle smukke glade dage (Dänemark)
- Det halve af mit hjerte (Dänemark)